# The Maelstrom
The Maelstrom er en amerikansk stumfilm fra 1917 af Paul Scardon.

## Medvirkende
- Dorothy Kelly som Peggy Greye-Stratton
- Earle Williams som Jimmie Hallet
- Julia Swayne Gordon som Gwennie Lyne
- Gordon Gray som Cincinnati Red
- Bernard Siegel som Dago Sam